# Вербове (Раївська сільська громада)
Вербо́ве — село в Україні, у Синельниківському районі Дніпропетровської області. Входить до складу Раївської сільської громади. Населення за переписом 2001 року становить 233 особи. До 2017 року орган місцевого самоврядування — Новогнідська сільська рада.

## Історія
12 червня 2020 року, відповідно до розпорядження Кабінету Міністрів України № 709-р від «Про визначення адміністративних центрів та затвердження територій територіальних громад Дніпропетровської області», увійшло до складу Раївської сільської громади.
19 липня 2020 року, в результаті адміністративно-територіальної реформи та ліквідації   Синельниківського (1923—2020) району, село увійшло до складу новоутвореного Синельниківського району.

## Географія
Село Вербове розташоване за 1,5 км від лівого берега річки Ворона, на відстані 1 км від селища Шахтарське. Поруч проходить автомобільна дорога М18 (E105).

## Населення

### Мова
Розподіл населення за рідною мовою за даними перепису 2001 року:
| Мова       | Кількість | Відсоток |
| ---------- | --------- | -------- |
| українська | 206       | 88.41%   |
| російська  | 27        | 11.59%   |
| Усього     | 233       | 100%     |

## Інтернет-посилання
- Погода в селі Вербове [Архівовано 21 грудня 2011 у Wayback Machine.]